# Socialdemokratisk Ungdomsforbund
 For alternative betydninger, se SUF.
Socialdemokratisk Ungdomsforbund (SUF) var en dansk socialdemokratisk ungdomsorganisation.
Socialdemokratisk Ungdomsforbund blev grundlagt i 1906 efter et brud i det tidligere Socialistisk Ungdomsforbund (ligeledes SUF), der også var oprettet som en ungdomsorganisation til Socialdemokratiet, men som i stigende grad var præget af radikalt socialistiske og syndikalistiske strømninger. Efter at Socialistisk Ungdomsforbund i 1906 havde brudt med Socialdemokratiet, brød de mere socialdemokratisk orienterede afdelinger ud af Socialistisk Ungdomsforbund og grundlagde Socialdemokratisk Ungdomsforbund, der modsat førstnævnte var formelt knyttet til Socialdemokratiet via en særlig overenskomst, der regulerede deres samarbejde.
Socialdemokratisk Ungdomsforbund begyndte i 1907 at udgive månedsbladet Fremad og i løbet af nogle år lykkedes det at opbygge en slagkraftig ungdomsorganisation, hvis medlemstal i 1914 taltes i flere tusinder.
Efter udbruddet af første verdenskrig i 1914 kom det i stigende grad til modsætninger mellem ungdomsforbundet og moderpartiet, ikke mindst pga. Socialdemokratiets deltagelse i "borgfredspolitikken", det parlamentariske samarbejde med de borgerlige politiske partier. I 1916 blev Thorvald Stauning minister i den radikale regering, og SUF fik i stigende grad svært ved at forsvare Socialdemokratiets kompromisser, såvel over for udenlandske samarbejdspartnere (herunder Ungdomsinternationalen, som man i 1907 havde tilsluttet sig) som over for hjemlige radikale socialistiske kritikere, og partiavisen Fremad (hvis redaktion nu bestod af bl.a. Marie Nielsen og Johannes Erwig) anlagde med flertallets tilsyneladende opbakning en partikritisk linje. Også uenigheder mht. opfattelsen af den russiske revolution og novemberrevolutionen i Tyskland spillede en stor rolle.
Det endelige brud indtraf i 1919, hvor den partitro strømning i SUF kom i mindretal ved en urafstemning og efterfølgende forlod forbundet. Mindretallet organiserede sig i stedet den følgende februar i Danmarks Socialdemokratiske Ungdom (DsU), som siden 1920 har været Socialdemokratiets officielle ungdomsorganisation.
En del fra det resterende SUF gik d. 9. november 1919 sammen med en fløj af Socialistisk Arbejderparti om at grundlægge Danmarks Venstresocialistiske Parti (VSP), der året efter skiftede navn til Danmarks Kommunistiske Parti efter at være blevet optaget i Kommunistisk Internationale. I denne forbindelse tilsluttede SUF sig også i 1921 Kommunistisk Ungdomsinternationale og skiftede derfor i oktober samme år navn til Kommunistisk Ungdomsforbund (KUF).
Efter nogle turbulente år med fortsat medlemstilbagegang og interne ideologiske stridigheder skiftede KUF i 1924 navn til Danmarks Kommunistiske Ungdom (DKU) og blev i denne skikkelse DKP's faste ungdomsorganisation indtil 1990.